# Дж. Б. Ленор
Дж. Б. Лено́р (англ. J. B. Lenoir; 5 березня 1929, Монтіселло, Міссісіпі — 29 квітня 1967, Урбана, Іллінойс) — американський блюзовий співак, гітарист і автор пісень.

## Біографія
Народився 5 березня 1929 року неподалік Монтіселло (округ Лоуренс), штат Міссісіпі. Син Девітта Ленора і Роберти Ретліфф; виріс у музичній родині, батьки грали на гітарі. Вчився грати на гітарі у свого батька у стилі Блайнд Лемона Джефферсона. Зазнав впливу Лайтніна Гопкінса і Артура Крудапа. Близько 1944 року мешкав у Новому Орлеані, перед тим як переїхав до Чикаго у 1949 році.
В Чикаго працював на м'ясоконсервному заводі удень, а по вечорах грав у різних клубах в районі Саут-Сайд. Його першим найбільшим вчителем в Чикаго став Біг Білл Брунзі, який був відомий тим, що підтримував нових музикантів, які приїжджали з півдня. Ленор також познайомився і затоваришував упродовж наступних декількох років з Мемфіс Мінні, Біг Масео і Мадді Вотерсом. Його високий голос (який іноді плутали із жіночим), гра на гітарі у стилі бугі та поведінка на сцені відрізняла від інших блюзових музикантів. Його сценічні костюми завжди були різнокольоровими (які часто мали тигрове забарвлення).
Свої перші записи зробив у грудні 1950 році для Джо Брауна, однак усі вони одразу були продані лейблу Chess, які випустив їх у 1951 році. Усі записи Ленора 1952 року були випущені на власному лейблі Брауна J.O.B.. З 1952 по 1953 роки записувався на J.O.B разом з піаністом Саннілендом Слімом, ударником Альфредом Воллесом і на «The Mojo» із саксофоністом Дж. Т. Брауном. Дж. Б. став відомим завдяки своїм пісням-протестам, що було нетиповим для блюзових виконавців. Його пісня «Korea Blues», зроблена під час цих сесій, мала політичний і соціальний підтекст.
З 1954 по 1955 роки записав три сесії на лейблі Parrot Ела Бенсона; саме тоді записав свій найбільший хіт «Mamma Talk to Your Daughter» (1954), яка влітку 1955 року посіла 11-е місце в чарті R&B Singles журналу «Billboard». У 1955—1958 роках записувався на Checker, зокрема записав пісні «Don't Touch My Head» і «Natural Man». Використання саксофону (зазвичай грали Алекс Еткінс і Ернест Коттон) у поєднанні з ритм-гітарою, яка грала в стилі бугі, а також з ударними (Ел Гелвін) вирізняло звучання Ленора. У 1958 році залишив Checker.
У 1958 році почав записуватися на лейблах Shad і на Vee-Jay. На початку 1960-х переїхав до Шемпейну, де став працювати помічником на кухні при Іллінойському університі, аби допомогти своїй дружині Еллі Луїзі та дітям. У 1963 році підписав контракт з лейблом USA Records, на якому зробив декілька записів. Записав два акутичні альбоми для німецького блюзового промоутера Горста Ліппманна у 1965 і 1966 роках: Alabama Blues! і Down in Mississippi були записані в Чикаго і спродюсовані Віллі Діксоном, серед пісень «Alabama March», «Vietnam Blues», «Shot on James Meredith». У 1965 році їздив на гастролі до Європи, де виступав у складі Американського фолк-блюзового фестивалю, також активно грав у чиказьких клубах.
Помер 29 квітня 1967 року в Урбані, Іллінойс у віці 38 років по дорозі до лікарні Мерсі від внутрішньої кровотечі внаслідок травм, які він отримав у ДТП за три тижні до цього. Похований на церковному кладовищі Салем в Монтіселло. У 1970 році Chess випустила збірку Ленора Natural Man.

## Визнання
Британський музикант Джон Мейолл присвятив Ленору дві пісні «The Death of J. B. Lenoir» (1967) і «I'm Gonna Fight for You, J.B.» (1969). У 2011 році був включений до Зали слави блюзу.

## Дискографія

### Альбоми
- Alabama Blues (CBS, 1965)
- Crusade (Polydor/Crusade, 1970)
- Natural Man (Chess, 1970)

### Сингли
- «My Baby Told Me»/«Korea Blues» (Chess, 1950)
- «Deep In Dept Blues»/«Carrie Lee» (Chess, 1950)
- «Let's Roll»/«People Are Meddling (In Our Affairs)» (J.O.B., 1952)
- «The Mountain»/«How Much More» (J.O.B., 1952)
- «The Mojo»/«How Can I Leave» (J.O.B., 1953)
- «I'll Die Tryin'»/«I Want My Baby» (J.O.B., 1953)
- «Play a Little While»/«Louise» (J.O.B., 1954)
- «I'm In Korea»/«Eisenhower Blues» (Parrot, 1955)
- «Mamma Talk to Your Daughter»/«Man Watch Your Woman» (Parrot, 1955) (R&B #11)
- «Mama Your Daughter Is Going to Miss Me»/«What Have I Done» (Parrot, 1955)
- «Fine Girls»/«I Lost My Baby» (Parrot, 1955)
- «Let Me Die With the One I Love»/«If I Give My Love to You?» (Checker, 1956)
- «Don't Touch My Head!!!»/«I've Been Down So Long» (Checker, 1957)
- «What About Your Daughter?»/«5 Years» (Checker, 1957)
- «Daddy Talk to Your Son»/«She Don't Know» (Checker, 1958)
- «Oh Baby»/«Do What I Say» (Vee-Jay, 1960)
- «I Sing Um The Way I Feel»/«I Feel So Good» (USA, 1963)
- «Mojo Boogie»/«I Don't Care What Nobody Say» (Blue Horizon, 1966)